# Graupelikan

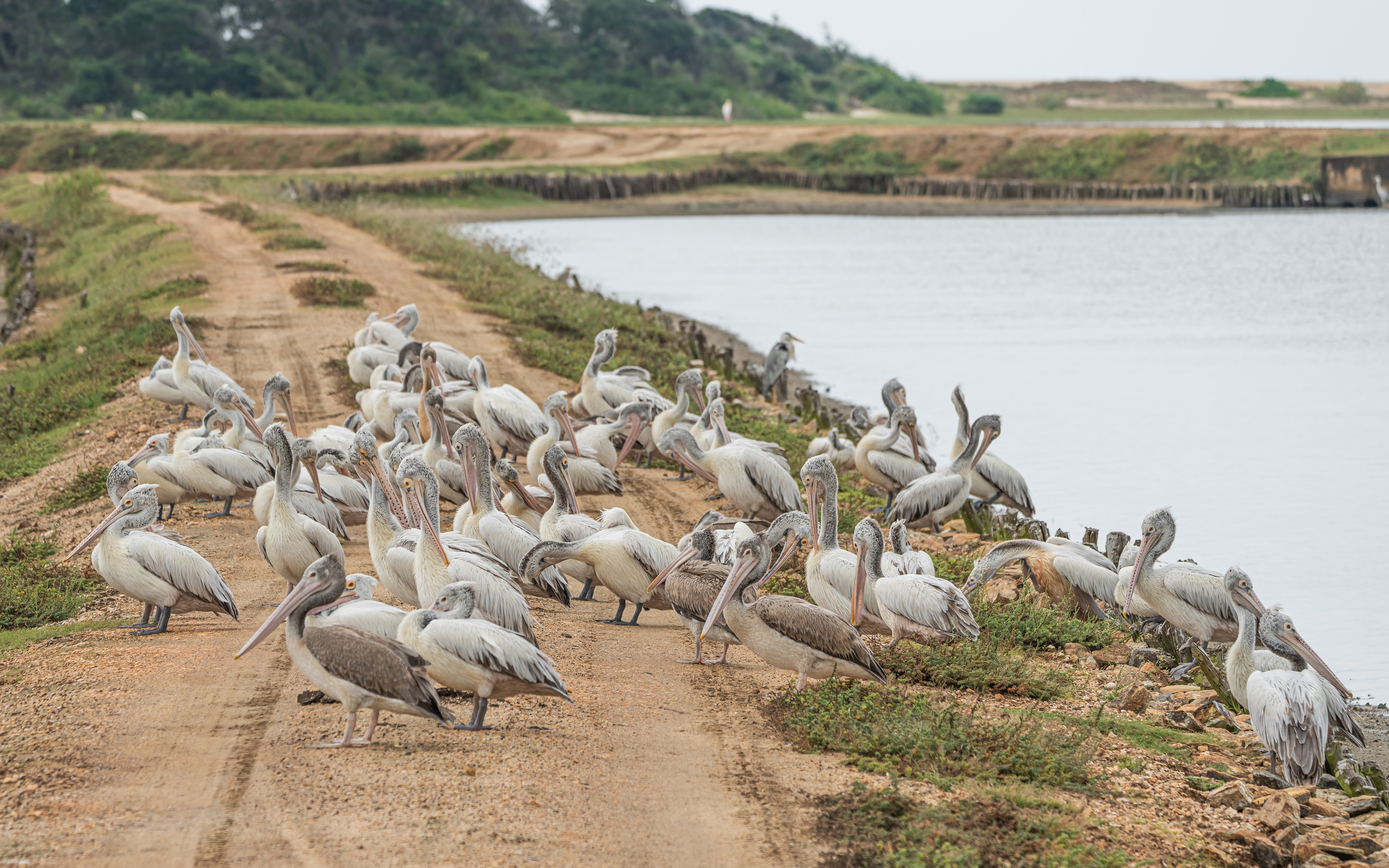
Ein Schwarm von Graupelikanen, Nationalpark Bundala, Sri Lanka

Der Graupelikan (Pelecanus philippensis), auch Fleckschnabelpelikan oder Philippinenpelikan, lebt in Süd- und Südostasien im Binnenland in natürlichen und vom Menschen angelegten Feuchtgebieten, an Süßgewässern. Selten tritt er an den Meeresküsten in Brackgewässern auf. Ursprünglich in Süd- und Südostasien weit verbreitet, lebt er heute noch in Indien, Nepal, Sri Lanka, Birma, Thailand, Laos, Kambodscha, Vietnam und Indonesien. Brutvorkommen gibt es noch im südöstlichen Indien, auf Sri Lanka und in Kambodscha. In Bangladesch, China und den Philippinen ist er ausgestorben. Vorkommen in Malaysia sind ungewiss. Insgesamt soll es 7000 bis 10.000 Vögel in Südasien und 13.000 bis 17.000 Tiere weltweit geben. Die Art gilt als potenziell gefährdet.
Graupelikane leben auf Süß- und Brackgewässern. Zum Nestbau benötigen sie hohe Bäume.

## Merkmale
Graupelikane werden etwa 1,27 bis 1,52 Meter lang und sind damit kleiner als die meisten anderen Pelikanarten. Männchen werden etwas größer als die Weibchen. Der Schnabel erreicht eine Länge von 28,5 bis 35,5 cm. Ihr Gewicht erreicht 5 kg. Hals und das Gefieder der Oberseite ist grau, die Unterseite gräulich-weiß, die Unterschwanzdecken sind bräunlich gesprenkelt. Füße und Beine sind dunkelbraun bis schwärzlich. Der Schnabel ist rosa oder gelborange, der Schnabelsack rötlich. Beide können dunkel gesprenkelt sein. Der nackte Augenring ist orange oder gelblich, die Haut direkt vor dem Auge leuchtend purpur. Auf dem Hinterkopf tragen die Pelikane einen Schopf langer brauner Federn, die weiße Spitzen haben. Die Flügel sind grau mit dunkelbraunen oder schwarzen Federspitzen. Ihre Unterseite ist weiß, manchmal etwas rosa schimmernd. Der ähnlich aussehende Krauskopfpelikan (P. crispus) ist größer und weißer. Nach dem Ende der Brutzeit verliert die Gesichtshaut der Vögel an Farbigkeit und wird blasser, auch der Federschopf wird kleiner.
Gerade geschlüpfte Jungvögel sind nackt und haben eine helle Haut. Ihnen wächst aber schnell ein weißes Daunengefieder. Später bekommen sie ein bräunliches Gefieder.

## Ernährung
Graupelikane ernähren sich vor allem von Fisch und ergänzen ihren Speiseplan manchmal mit kleinen Reptilien, Amphibien und Krebstieren. Der tägliche Bedarf soll bei 1 kg liegen. Normalerweise jagen sie allein, seltener in Gruppen. Insgesamt ist ihre Ernährungsweise aber wenig erforscht.

## Fortpflanzung
Graupelikane brüten in Kolonien auf Palmen und anderen Bäumen. Auf einem Baum wurden drei bis 15 Nester gezählt. Sie nisten oft zusammen mit Störchen, Reihern oder Kormoranen. Brutsaison ist von Oktober bis März. In die großen aus Zweigen gebauten Nester werden, mit einem Abstand von 36 bis 48 Stunden, drei bis vier Eier gelegt, die 30 Tage bebrütet werden. Die Jungvögel sind zunächst nackt, später wächst ihnen ein weißes Daunengefieder. Mit einem Alter von vier Monaten werden sie flügge.

## Parasiten
Pelicanascaris deodhari ist ein Parasit im Drüsenmagen des Graupelikans.